# Johimbán
A johimbán kémiai vegyület, a Rauvolfia and Corynanthe növénynemzetségek különböző alkaloidjainak kémiai alapszerkezete.

## Fordítás
Ez a szócikk részben vagy egészben  a   Yohimban című angol Wikipédia-szócikk ezen változatának fordításán alapul.  Az eredeti cikk szerkesztőit annak laptörténete sorolja fel. Ez a jelzés csupán a megfogalmazás eredetét és a szerzői jogokat jelzi, nem szolgál a cikkben szereplő információk forrásmegjelöléseként.